# Vaux-sur-Mer
Vaux-sur-Mer ist eine südwestfranzösische Gemeinde mit 4030 Einwohnern (Stand 1. Januar 2022) im Département Charente-Maritime in der Region Nouvelle-Aquitaine.

## Lage
Vaux-sur-Mer liegt am Nordostufer der Gironde, das zur historischen Kulturlandschaft der Saintonge gehört. Die nächstgrößere Stadt ist Royan (etwa drei Kilometer Fahrtstrecke südöstlich).

## Bevölkerungsentwicklung
| Jahr      | 1962 | 1968 | 1975 | 1982 | 1990 | 1999 | 2008 | 2016 |
| Einwohner | 1368 | 1798 | 2163 | 2484 | 3054 | 3448 | 3738 | 3783 |

Im Jahr 1800 hatte Vaux-sur-Mer noch 320 Einwohner; danach ist die Einwohnerzahl des Ortes stetig gewachsen (1901: 537 EW / 1954: 1038 EW), was im Wesentlichen auf die Nähe zur Stadt Royan zurückzuführen ist.

## Wirtschaft
Vor Jahrhunderten spielten Landwirtschaft und Fischfang die dominierenden Rollen im Wirtschaftsleben der Gemeinde. Diese gehört zu den Bons Bois des Weinbaugebiets Cognac, doch wegen der Absatzkrise bei teuren Weinbränden wird kaum noch Wein angebaut; die Bauern in der Umgebung sind wieder zur 'normalen ' Landwirtschaft zurückgekehrt. Seit den 1960er Jahren spielt der Tourismus eine nicht unbedeutende Rolle im Wirtschaftsleben des Ortes.

## Geschichte
Ehemals gab es auf dem Gemeindegebiet die Ruinen zweier Großsteingräber (dolmen), die jedoch beide im 19. Jahrhundert endgültig verschwunden sind; auch andere prähistorische und gallo-römische Funde wurden gemacht. Im Jahre 1075 gründeten Benediktinermönche die Abtei Saint-Étienne, die bereits knapp 100 Jahre später (1167) durch Guibert de Didonne, einen mächtig gewordenen Grundherrn (seigneur), zum ersten Mal zerstört wurde. Kurz darauf (1170) bestätigte Papst Alexander III. in einer Bulle die Besitztümer der Abtei, zu der inzwischen mehrere Kirchen und Dörfer in der Saintonge gehörten, darunter auch Thaims, Arces und Saint-Sulpice-de-Royan, so dass sie über jährliche Einkünfte von etwa 3000 Goldflorin verfügen konnte. In den Jahren der großen Pestepidemie von 1348 verließen die Mönche die Abtei; nach deren Neubesiedlung (1418) wurden die jährlichen Einnahmen mit nur noch 150 Goldflorin beziffert. In der Zeit der Religionskriege (1562–1598) besetzten Protestanten die Abtei und zerstörten sie ein zweites Mal – nur die Ostpartie und Teile der Wände des Langhauses blieben erhalten. Da sich der letzte Abt des Klosters, der Abbé Castin de Guéris de la Magdelaine weigerte, den Eid auf die Revolutions-Verfassung zu schwören, wurde er deportiert. Gegen Ende des Zweiten Weltkriegs erlitt der Ort erneut schwere Zerstörungen.

## Sehenswürdigkeiten

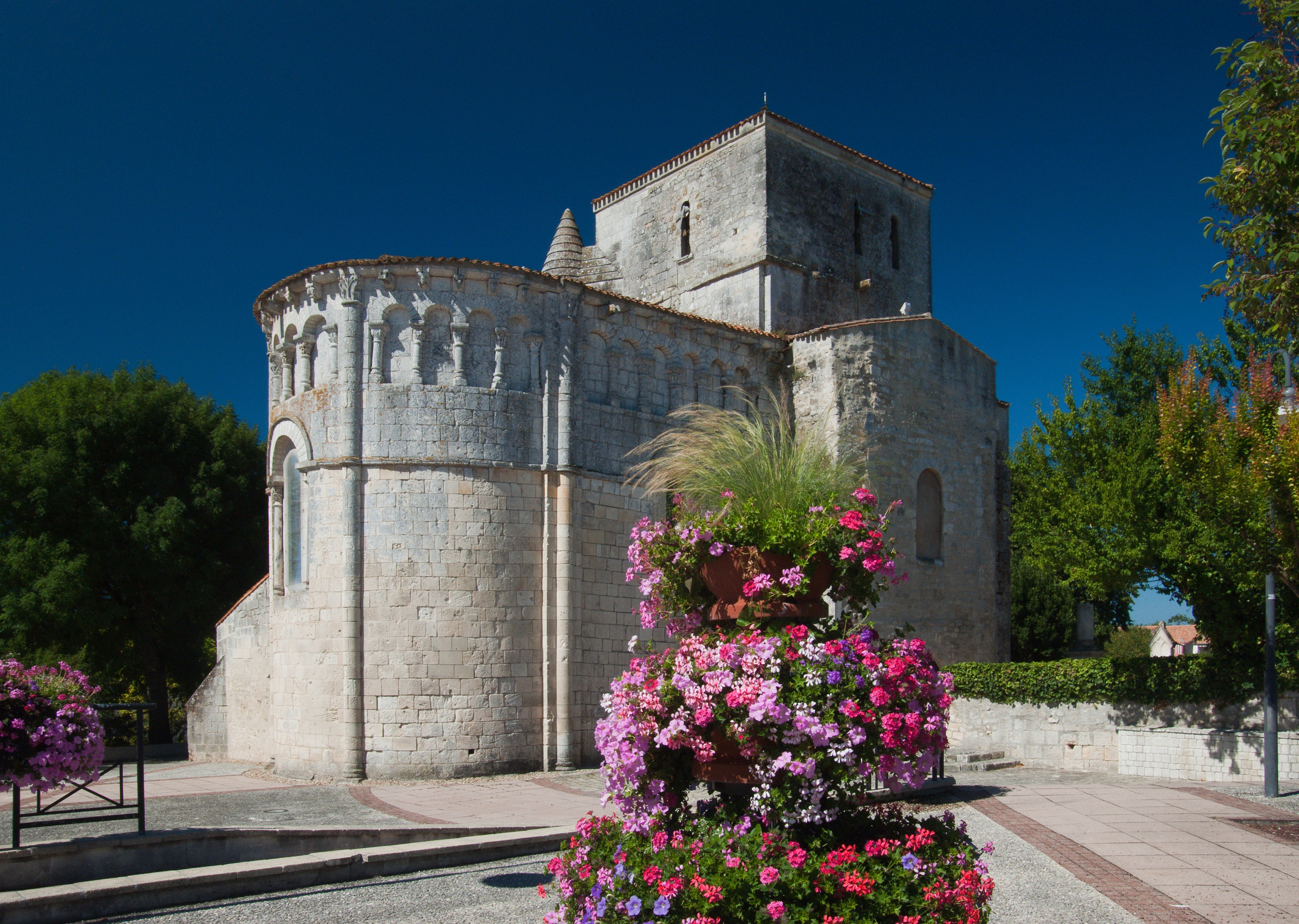
Kirche Saint-Étienne von Nordosten

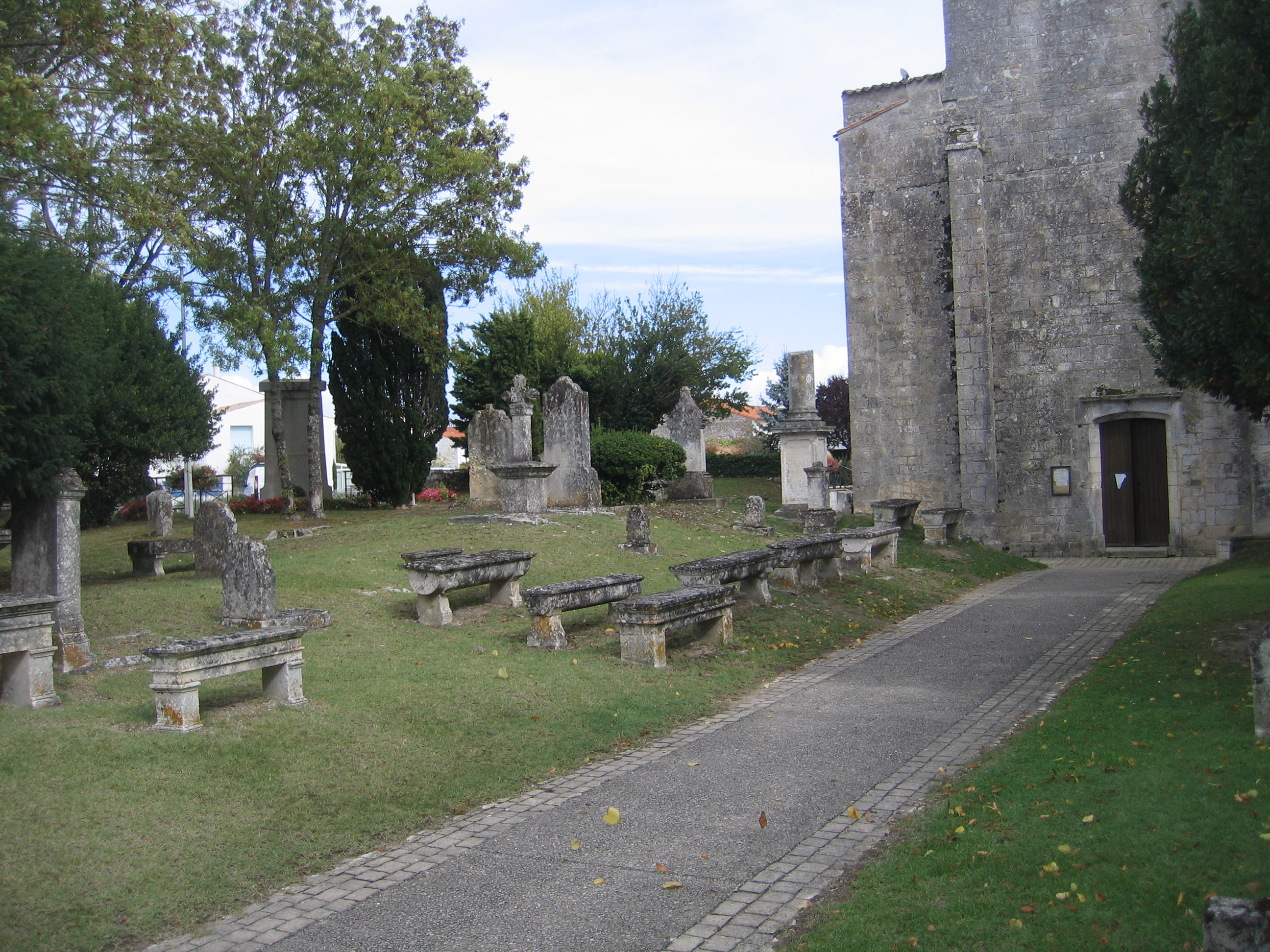
Friedhof und Kirche Saint-Étienne von Westen

- Die katholische Pfarrkirche Saint-Étienne gehörte ehemals zu einer mittelalterlichen Abtei, von der jedoch aufgrund der Zerstörungen während der Hugenottenkriege nur Teile erhalten sind. Monument historique seit 1913.

- Die ehemalige Abteikirche ist umgeben von einem mittelalterlichen Friedhof mit einer Fülle von Sarkophagen und Grabmälern aus allen Zeiten. Auch dieser Friedhof ist seit dem Jahre 1936 als Monument historique[1] anerkannt.
- Nur wenige Meter von der Kirche entfernt steht das ehemalige Stadtschloss des Grundherrn (seigneur) aus dem späten 18. Jahrhundert; doch erst im 19. Jahrhundert erhielt es seine heutige Gestalt. Heute ist dort das Rathaus (mairie) untergebracht.
- Das protestantische Gotteshaus (temple) aus dem Jahr 1847 stand früher am Ortsrand. Im Vergleich zu den anderen protestantischen Kirchen in der Umgebung ist es äußerst schlicht und schmucklos gehalten.
- Im 19. Jahrhundert entstand der Badeort Pontaillac auf dem Gebiet der Gemeinden Vaux-sur-Mer und Royan, in welchem ebenfalls eine einfache neoromanische Kapelle errichtet wurde.

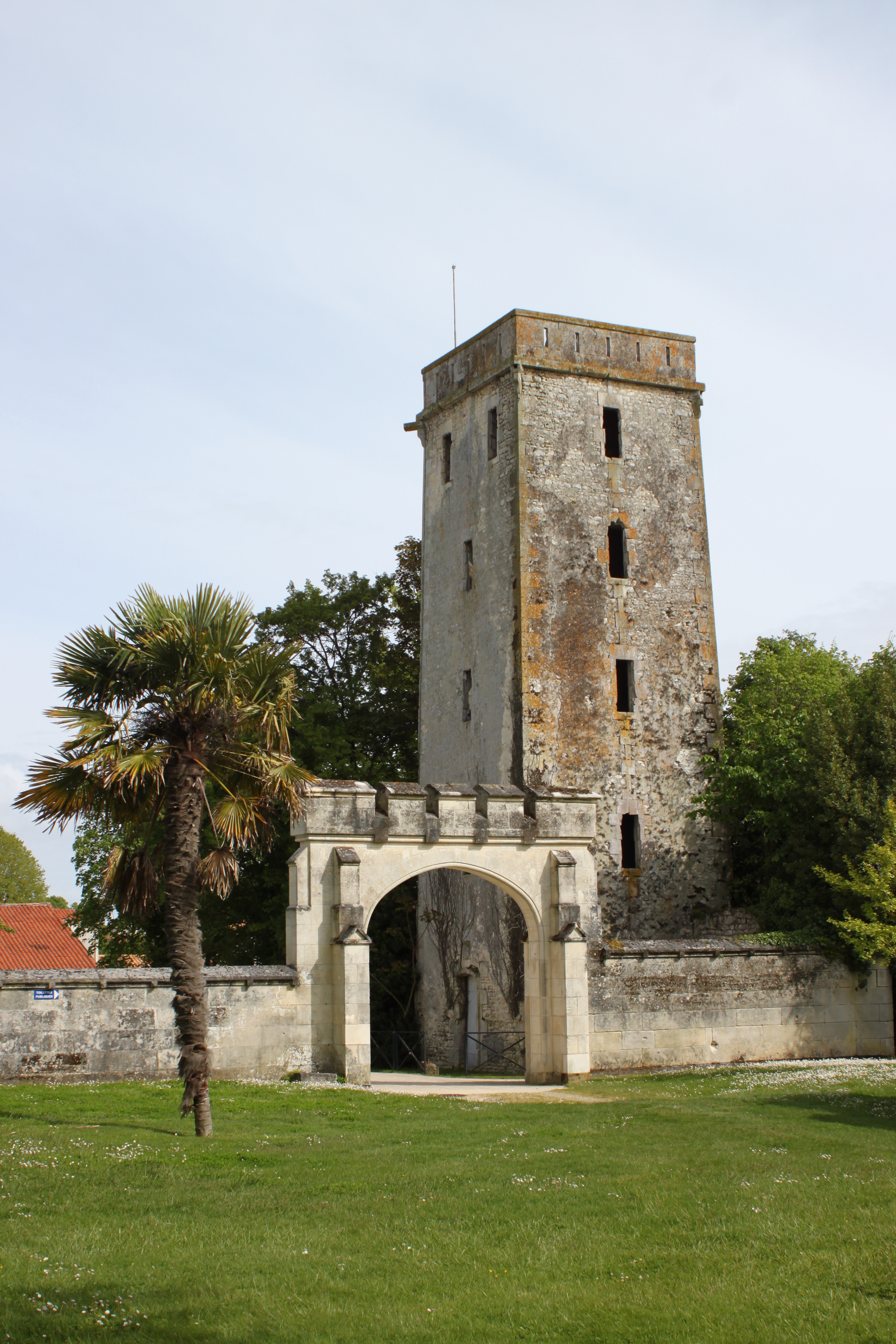
Wach- und Wehrturm des Abteibezirks
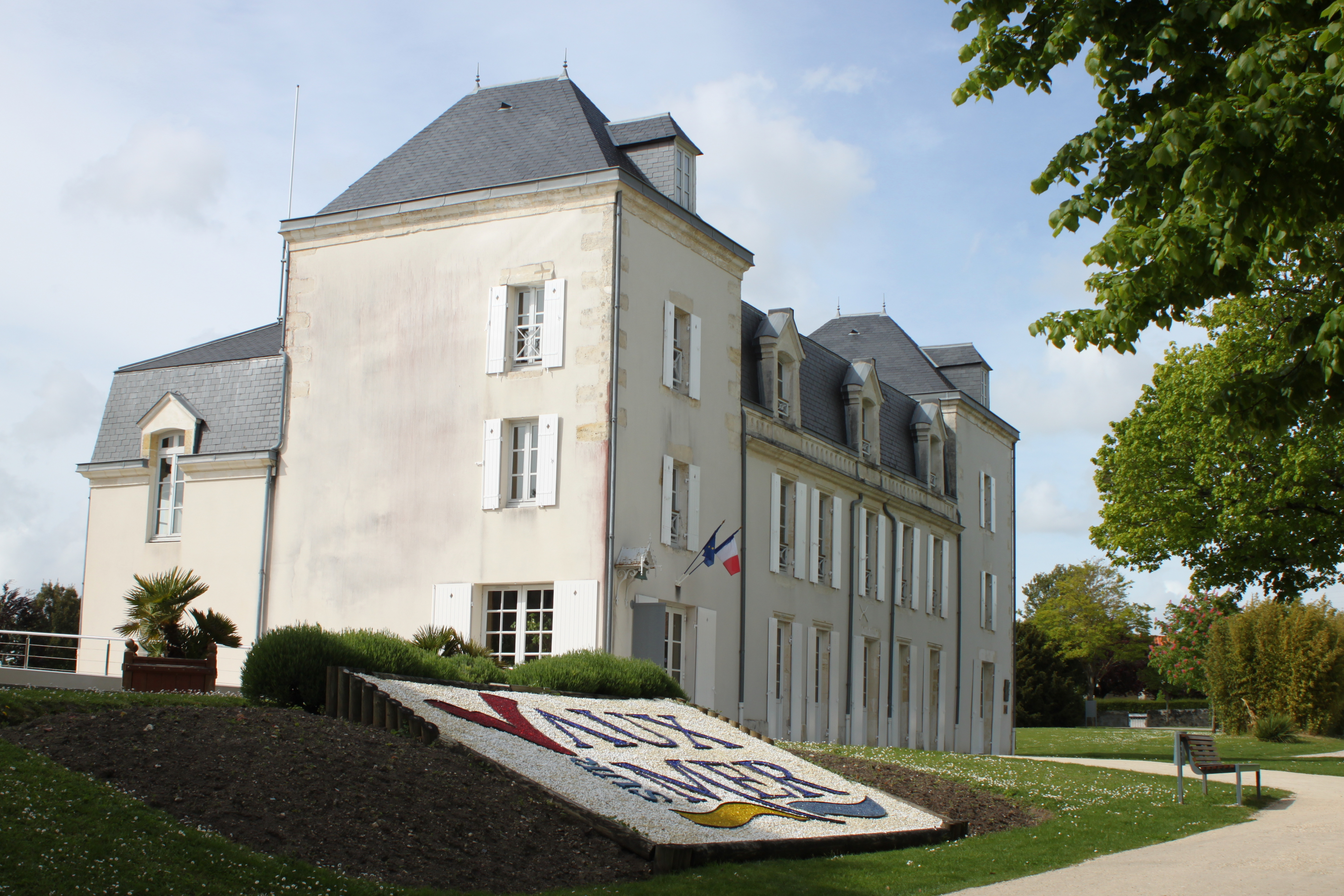
Rathaus
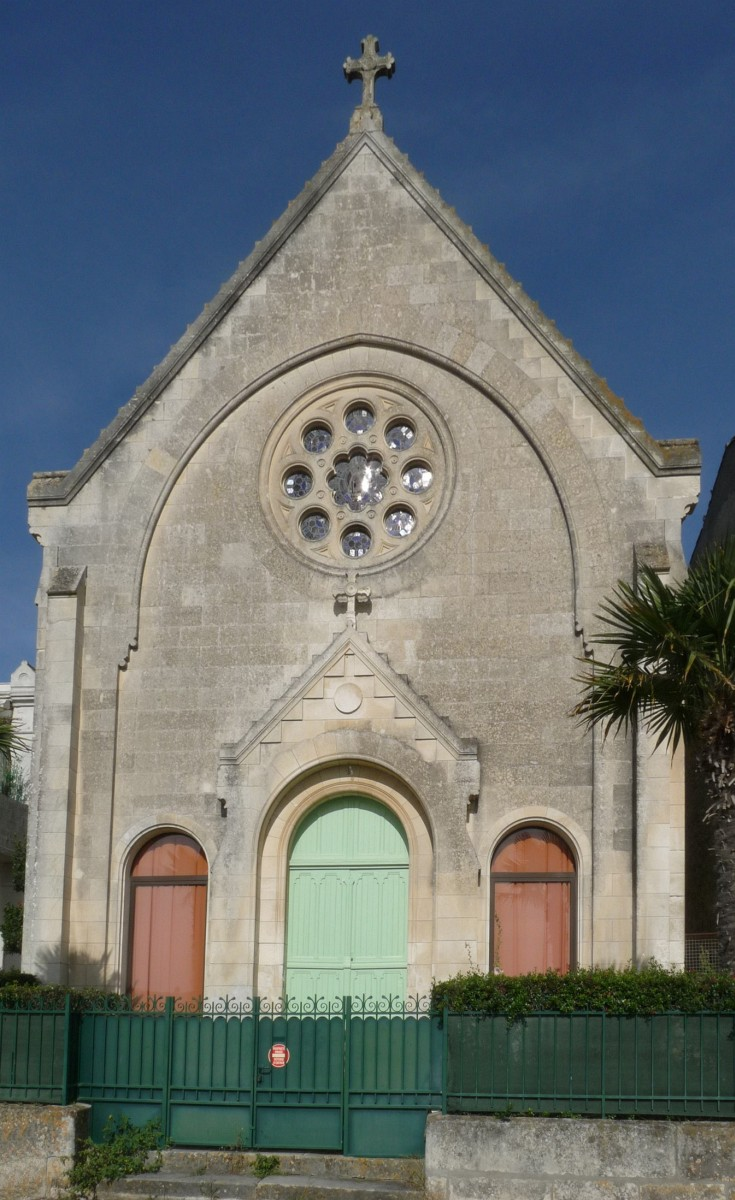
Kapelle von Pontaillac

## Partnergemeinden
- Anglès, Katalonien